# Стрес
Стрес в психологията, неврологията и психиатрията е състояние на силно физическо, нервно напрежение, предизвикано от негативни фактори или отрицателно физическо, или емоционално въздействие и усещане. Това най-вече се отнася до високите и дори много високите нива на стрес, които могат да имат негативен ефект върху физиката, емоциите и умствената концентрация, докато по-ниските нива могат да бъдат фактори на адаптация и справяне.
В същото време вярно е и че някои много високи нива на стрес могат да водят до високо ниво на мотивация, и в същото време пораждане на високо ниво на уменията в професионален аспект. Това особено се отнася до икономическите професии (например борси), където стресът е позитивен фактор.
Стресът се определя като неспецифична реакция на тялото на всяко поставено пред него изискване за преустройство или приспособяване, осъществяваща се по стереотипенна базата на идентични биохимични промени, но също така и по нестереотипен начин, където в биохимията се въвеждат нови фактори и процеси. Високо ниво на адаптация и обновяване.
Стресови реакции се наблюдават както у човека, така и при по-низши животни без нервна система и при растения. Стресът не е просто нервно напрежение. Причина за появата му често са интензивни емоционални и дори физиологични преживявания.
Около 75% от физическите заболявания са свързани със стреса.

## Видове стрес
Видове стрес, според източника на стресаː
- Стрес на сетиватаː

- - Стрес на зрениетоː

1. прекомерни комбинации от цветове (прекомерна употреба на ярки и особено разнородни цветове, особено когато е на големи пана или изображения)
2. изображения, които затрудняват прекомерно зрението, неяснота на изображението (когато е прекомерна)

- - Стрес на слуха

1. Стрес, произхождащ от шумови източнициː строежи, тежки преминаващи машини

Съществува негативен и позитивен стрес:
- Негативният стрес (дистрес, вреден или вредоносен стрес) включва всички видове дразнители, които могат да бъдат оценени като неприятни, стряскащи, нарушаващи нормалното ниво на спокойствие, в по-тежките ситуации, тези външни фактори могат да бъдат застрашаващи здравето или дори живота на човека.

Предизвикващите дистрес фактори могат да се разделят най-общо в три големи групи:
- - екосистема на вида
    - лични инциденти
      - нежелани видове общуване
      - емоционални повреди
      - физически повреди и травми

  - обществени (граждански) бедствия
  - социално-икономически фактори на стрес (обикновено се смята за позитивен)

- Положителният стрес или позитивен стрес, е стрес, който води до повишаване на когницията, реакцията, активността и деятелността. Може да се провокира отː
- от извършване на дейност, която се очаква да донесе позитивни и желани резултати
- очакване или предприемане на екстремно изживяване

и други.
Сам по себе си стресът има защитни функции. Посредством интензивен стрес организмът и психиката на човек реагират на измененията на околната среда, още повече ако те застрашават индивида. Стресовата ситуация предизвиква адаптивни механизми и реакции за преодоляване.
Съществуват и много други фактори, на стреса. Може би един от най-популярните видове стрес все пак е този на работното място. Напр. в корпоративна среда все пак за този вид стрес е известно, че може да се използват неговите позитивни аспекти за по-добра реализация.
От гледна точка на времето, за което човек успява да се справи с негативните последствия от стреса, се различават:
- Ситуативен стрес – след отстраняването на стресогена отпадат нервното и емоционалното напрежение;
- Посттравматичен стрес (виж пост-травматичен синдром) – преживяването на нервно и емоционално напрежение не е по време на действие на стресогена, а едва след това – обикновено се появява до 24 часа и продължава неопределено дълго време.
- Чести стресови ситуации могат да водят и до невроза – както при хроничните заболявания, индивидът изпитал нервно и емоционално напрежение необичайно продължително време, дори и след прекратяване действието на стресогена, като стресът нараства лавинообразно, независимо от причинителите на стреса (според някои това може да бъде непрестанно изменящата се среда, която заобикаля индивида, нещо което пречи на обичайния стабилитет);

Стресовата реакция се означава като общ адаптационен синдром и протича в три фази:
1. Фаза на съпротива (според психоаналитичната теория, тази фаза е първата)
2. Фаза на тревога (поява на тревожност) – соматичен израз на активизацията на защитните сили
3. Фаза на изтощение – при дълго действие на стресогенния агент. Виж синдром на професионалното изчерпване.
4. Фаза на търсене на решение за стресовия източник, неговото избягване, заобикаляне, изключване на стресовия фактор и преодоляване на стреса.

При стреса има и фаза/и на възстановяване, когато стресът е премахнат, намален или преодолян по някакъв начин до нормализиране на емоционалните реакции и реакции на организма.

## Ефекти върху човешкото тяло

### Физиологични ефекти
Всеки път, при стрес, се увеличава отделянето на хормоните адреналин и кортизол. Преминаването им в кръвта кара артериите да се свиват, мускулите да се съкращават, а сърцето да бие по-бързо. Всичко това повишава сърдечното напрежение и кръвното налягане. С течение на времето стресът води до увреждане на сърдечно-съдовата система и до ускоряване на стареенето на кръвоносните съдове.
Постоянният стрес повишава образуването на тромби в кръвоносните съдове, които могат да доведат до инфаркт и инсулт. Понижените защитни сили на организма в такъв момент могат да доведат до рак, инфекции и други заболявания. Също така храносмилането може да бъде потиснато, а то от своя страна да доведе до натрупване на излишни килограми, нарушено храносмилане и затлъстяване.
При здрави хора, физическото натоварване увеличава налягането в кръвоносните съдове до 40%, а емоционалното – до 60%. Когато двата типа стрес са комбинирани (особено при спортисти), може да се достигне до екстремно налягане, което да доведе до внезапна смърт.

### Когнитивни ефекти
Стресът може да намали капацитета на работната памет.

### Ефекти върху здравето
Стресът и по-специално постоянният стрес са вредни за здравето. Много от известните заболявания са свързани със стреса. Това е така, защото самата имунна система е първата, чиято дейност е нарушена от излагане на стрес.

## Техники за справяне със стреса
Техники и стратегии за справяне със стреса (понякога като стрес мениджмънт) са начините за справяне със стрес, като например йога, спа, медитация, различни видове терапии.
Реакциите към стреса включват адаптация, психологическите механизми за справяне като стрес мениджмънт, безпокойство и депресия. В по-дълъг план, стресът може да понижи здравето или да увеличи предразположенията към заболяване, като за да се предотврати това стресът трябва да бъде овладян.
Стрес мениджмънтът включва техники предназначени да екипират индивида с ефективни механизми за справяне с психологическия стрес, тук стресът се дефинира като индивидуалният психологически отговор на вътрешни или външни стимули, които предизвикват реакция от типа борба за справяне или „бягство“ (fight-or-flight response). Стрес мениджмънтът е ефективен, когато индивидът използва стратегии за справяне или е в състояние да промени стресиращата ситуация.